# サモンナイトシリーズ
サモンナイトシリーズ（Summon Night series）は、バンプレスト（後のバンダイナムコエンターテインメント）より発売されているシミュレーションRPGシリーズ。略称は「SN」、「サモン」、「サモナイ」など。

## 概要
第1作『サモンナイト』が2000年1月6日に発売され、ポップなイラストと手頃な難易度のシミュレーションRPGとして人気を博した。のちにシリーズ化され、本編・外伝が多数制作されている。
一部の関連作品を除いて、ほぼ同一の世界とほぼ同時代を舞台としているので、前作の物語が関係するイベントがあったり、前作のキャラクターが登場したりする。また、ドラマCDや小説等も発売されており、ゲームでは語られなかったエピソードが語られている。

## シリーズ一覧
| 2000 | サモンナイト                                     |
| 2001 | サモンナイト2                                    |
| 2002 |                                                  |
| 2003 | サモンナイト3 サモンナイト クラフトソード物語    |
| 2004 | サモンナイト クラフトソード物語2                 |
| 2005 | サモンナイトエクステーゼ 夜明けの翼              |
| 2005 | サモンナイト クラフトソード物語 〜はじまりの石〜 |
| 2006 | サモンナイト4                                    |
| 2007 | サモンナイト ツインエイジ 〜精霊たちの共鳴〜     |
| 2008 |                                                  |
| 2009 | サモンナイトX 〜Tears Crown〜                    |
| 2010 | サモンナイトグランテーゼ 滅びの剣と約束の騎士    |
| 2011 |                                                  |
| 2012 |                                                  |
| 2013 | サモンナイト5                                    |
| 2014 |                                                  |
| 2015 |                                                  |
| 2016 | サモンナイト6 失われた境界たち                   |

### 本編作品
- サモンナイト（2000年1月6日、PlayStation）
  - サモンナイト（2008年4月24日、ニンテンドーDS）
- サモンナイト2（2001年8月2日、PlayStation）
  - サモンナイト2（2008年8月7日、ニンテンドーDS）
- サモンナイト3（2003年8月7日、PlayStation 2）
  - サモンナイト3（2012年10月4日、PlayStation Portable）
- サモンナイト4（2006年11月30日、PlayStation 2）
  - サモンナイト4（2012年11月15日、PlayStation Portable）
- サモンナイト5（2013年5月16日、PlayStation Portable）
- サモンナイト6 失われた境界たち（2016年3月10日、PlayStation 4・PlayStation Vita）

### 外伝作品
- サモンナイト クラフトソード物語（2003年4月25日、ゲームボーイアドバンス）
- サモンナイト クラフトソード物語2（2004年4月20日、ゲームボーイアドバンス）
- サモンナイトエクステーゼ 夜明けの翼（2005年8月4日、PlayStation 2）
- サモンナイト クラフトソード物語 〜はじまりの石〜（2005年12月8日、ゲームボーイアドバンス）
- サモンナイト ツインエイジ 〜精霊たちの共鳴〜（2007年8月30日、ニンテンドーDS）
- サモンナイトX 〜Tears Crown〜（2009年11月5日、ニンテンドーDS）
- サモンナイトグランテーゼ 滅びの剣と約束の騎士（2010年3月11日、PlayStation 2）

### 小説
全て集英社・JUMP j BOOKSから発行。
- サモンナイト 帰るべき場所へ
  - 著者：都月狩
- サモンナイト 私だけの王子さま
  - 著者：都月狩
- サモンナイト クラフトソード物語 私たちの海上都市
  - 著者：寺田とものり
- サモンナイトX 〜Tears Crown〜 ふたりの皇子
  - 著者：浜崎達也
- サモンナイト 受け継がれし炎
  - 著者：都月景
- サモンナイトU:X
  - 著者：都月景
    - サモンナイトU：X〈ユークロス〉-界境の異邦人-
    - サモンナイトU：X〈ユークロス〉-黄昏時の来訪者-
    - サモンナイトU：X〈ユークロス〉-叛檄の救世主-
    - サモンナイトU：X〈ユークロス〉-理想郷の殉難者たち-
    - サモンナイトU：X〈ユークロス〉-狂界戦争-
    - サモンナイトU：X〈ユークロス〉-響界戦争-

### ドラマCD
- ドラマCD サモンナイト 界の狭間のゆりかご
- ドラマCD サモンナイト あの日のカケラ 前編
- ドラマCD サモンナイト あの日のカケラ 後編 
  - いずれもフロンティアワークスより発売。

### 漫画
- 召喚戦記サモンナイト 全4巻
  - 著者：宮腰真知、出版：集英社

### トレーディングカードゲーム
- サモンナイト トレーディングカードゲーム
  - 発売元：バンプレスト、販売元：ムービック

### 携帯サイト
携帯サイト
ミニゲームや待ち受け画像、着メロなどがダウンロードできた。どちらも2008年7月にサービスを終了した。
- サモンナイトi
  - i-mode専用。
- サモンナイトEZ
  - EZweb専用。

ソーシャル・ネットワーキング・サービス
- サモンナイトコレクション
  - GREEプラットフォームのカードコレクション＆ソーシャルゲーム。Mobageプラットフォームにも対応したが、いずれも2015年5月にサービス終了している。バトルはカードバトル形式で、シリーズ他作品とは異なる。シリーズ全てのキャラクターが登場する。プレイヤーはリィンバウムに召喚された「はぐれ召喚獣」であり、リィンバウムは大量のはぐれ召喚獣が召喚される異常事態に陥っている。ただ、イベントではシリーズの登場人物と花見や雪合戦を楽しむなど、むしろリィンバウムに居着いている姿が散見された。
- サモンナイトメモリーズ
  - App Store・Google Playにて配信されていたアプリ。2015年10月28日にサービス終了した。プレイヤーはリィンバウムに召喚された現代の高校生で、初代『サモンナイト』に近い導入となっていた。やはりシリーズ作品のキャラクターが参戦していた。バトル形式はシリーズ他作品と同様のユニットバトルで、ゲームシステムも従来作に近くなっていた。

## 世界観
物語の舞台となる異世界「リィンバウム」はいわゆる中世ファンタジーに似た世界であるが、召喚術の力による近代的な工場や鉄道なども見られる。リィンバウムを取り巻くようにして4つの異世界が存在し、それぞれ「機界・ロレイラル」「鬼妖界・シルターン」「霊界・サプレス」「幻獣界・メイトルパ」と呼ばれ独自の文明を有しており、それぞれの世界は「輪廻転生の輪」でつながっているとされている。
また、上記の4つの異世界とは異なる、いくつもの「名も無き世界」の存在も確認されており、我々がいる世界もその内の一つである。
これらの世界は「エルゴ（界の意志）」と呼ばれる超常の力を持つ存在によって支えられており、それぞれの世界に「エルゴの守護者」と呼称されるエルゴに選ばれたその世界の住人または関連のあるものが存在する。

### リィンバウム
主に人間が暮らす世界。「選ばれた魂が集う楽園」とも、「転生の価値がなくなった魂がさまよう煉獄」とも呼ばれている。
豊富な魔法力（マナ）に満ちており、それを狙って4つの異世界からたびたび侵略を受けていた。侵略に対抗する手段として「送還術」「召喚術」が発達し、最終的には「エルゴの王」と呼ばれる英雄によって他の異世界との境界に結界が張られ、半永久的に異世界からの侵略を防ぐことに成功。その後、エルゴの王を中心とした王国が誕生するが、エルゴの王の死後、権力争いがもとで分裂し、現在は大陸中央の｢聖王国｣、北方の｢旧王国」、西方の｢帝国｣の三国家が存在する（いずれも国家元首に「エルゴの王」の血統者を据え、国家の正当性を謳っている）。そのような理由で成立したゆえに、国家間の関係は極めて悪い。統治機構としての国家はあまり重要視されてはおらず、地方ごとの大都市を中心とした統治が為されている。
聖王国
「エルゴの王」の直系子孫を国王に据えているリィンバウム最大の国家。立憲君主制を取り、王に委任された大臣が政を行っている（君臨すれども、統治せず）。召喚師の派閥である、「蒼の派閥」と「金の派閥」の総本部がある。王都はゼラム。通貨単位はバーム(通貨記号ｂ)。
旧王国
聖王国の支配をよしとしなかった王国の軍人たちが、「エルゴの王」の庶子を担ぎ出して興した軍事国家。徹底した権威主義で知られ、国民を外部から隔離したため幾度も内乱が勃発し、現在は衰退の一途をたどっている。聖王国を打倒し王国を復興させることを至上の目的としている。国権の最高機関は元老院。
国の成り立ちからして召喚術を快く思っていない者が多く、蒼の派閥や金の派閥の支部は存在しない。
帝国
旧王国の閉鎖的な体制に反発した者たちが、旧王国の王子を擁立し『皇帝』として興した新興国家。そのため聖王国とは比較的良好な関係を築いており、交易も行われている。召喚師の派閥が存在せず、召喚術は軍によって厳重に管理されている。帝都はウルゴーラ。3つの国家の中では最も勢いがあり、一部の召喚術を開放し、それを利用した産業を興すなどかなり進歩的な政策を行っている。
3つの国家の内でも各種都市の連携が非常に良く取れている。帝国の重要な施設を各都市に分散配置しており、軍学校や研究施設、陸軍海軍の中心地はそれぞれの都市の特色として現れている。
帝国のエリートとされる軍人や軍属は広く民間からも人材を採用しているためか、国民は非常に教育熱心であり、各地で退役軍人などが開いた私塾に子供たちを通わせる姿が見られる。結果として、文化水準や識字率は他の2国と比べて圧倒的に高くなっている。

### エルゴ（界の意志）
すべての世界の始祖、管理者、制裁者などと想定される超常の力をもつ存在。
いわゆる神、とは存在的に違い知識や魔力の流動体ともいえ、どうやら各世界ごとに分裂しているようである。世界に存在する全ての事象と繋がっているとされ、それらとエルゴを繋げているといわれる不可視の魔力の繋がりを「共界線（クリプス）」と呼ぶ。リィンバウムの伝承によれば最初のエルゴ（リィンバウムのエルゴ）より4つのエルゴが分かれ、そこから森羅万象が発生したとされている。

### エルゴの守護者
各世界の守り手としてエルゴに選ばれた存在。各世界ごとに一人ないしは二人おり、召喚世界の調整・維持ならびに世界の根幹を揺るがす存在に対する対抗手段として活動する。必ずしも「人」ではなく、エルゴが機械兵士に自由意志を持たせたものや竜といった存在も選ばれる。
幻獣界、鬼妖界と機界の守護者はリィンバウムに訪れたこともある。霊界の守護者は「無色の派閥の乱」の際に行方不明となっている。

### 機界・ロレイラル
機械兵士と呼ばれるロボットや、それに準ずる機械たちの世界。機械技術・情報科学が発達しており、機械が機械を作り出すことも行われている。高い技術レベルを誇るが、この世界の人類が起こした機界大戦という世界規模の戦争により荒廃し、生物が住めない世界となった。現在、ロレイラルの大地で活動するものはほとんどが機械であり、暴走した機械兵士などかつての文明の遺物が細々と稼働しているに過ぎない。
リィンバウムやそれを取り巻く他の3つの世界と比べてマナが極めて少なく、そのため他の世界の豊富なマナを求めて侵略戦争を起こしたことがある。主な標的はリィンバウムであり、エルゴの王以前の世界においては評判の良くない世界に位置づけられていた。
マナの乏しい世界ゆえか、ロレイラルには他の世界にあるような魔術・呪術の類は存在しない。
この世界の人間は融機人（ベイガー）という、機械と生身の肉体が分子レベルで融合した人類である。地上が先に述べた通りの有り様であるため、生き残った者たちは地下シェルターに避難し、冷凍睡眠を繰り返しながら細々と生き延びているらしいが、詳細は不明。一説によると戦火を逃れリィンバウムに亡命した一族もいるらしい。
融機人は「高度な計算処理や幾何学図形の作図に長ける」「我々と同じような食物のほか、オイルや電気でも命を繋ぐことができる」など、人間と機械の中間的な性質を持ち、その血液には祖先の記憶を代々受け継いでいるという。また、彼らはリィンバウムのあらゆる病原体に対して免疫を持たないため、リィンバウムで生活するためには特殊な鉱石を精製して作った薬が必要になる。
機械兵士とは戦闘用に開発されたロボットのことである。遠距離砲撃戦用、近接戦闘用、対多数殲滅戦用などさまざまな種類がロールアウトしている。機能中枢は人工知能（AI）であり、主人と認識した者の命令に盲従するよう設定されているが、バグやその他の不確定要素によりあたかも人格や感情を持って行動するように見受けられる機体も存在する。
その他にも作業用機体などが存在し、特に人間の外見を模した外装を装備した機体は「機械人形（フラーゼン）」と呼称され、現在リィンバウムでその存在が確認されているのは「看護用」「秘書型」「演劇用」であり、そのいずれもが女性を模した姿をしている。「彼女ら」は機械兵士とは違い、元々人間に近い場所で作業するために作られた存在であるため、周囲の人間の挙動を学習して人格を形成するプログラムを搭載しており、その動作環境によっては人間とほぼ変わらない程に豊かな感情表現を見せる者もいる。

### 鬼妖界・シルターン
鬼や龍、妖怪たちが住む世界。その他に忍者、侍、神社、蕎麦、漢方など、文化・習俗について中世の日本や中国を思わせ、リィンバウム以外では唯一人間の住む世界でもある（融機人や亜人を除いて）。そのため、メイトルパの住人に次いでリィンバウムに帰化した者が多いのも特徴である。
「野は人の領分、山は妖怪の領分」として暗黙の了解がなされており、両者の対立は少ない。何かしら問題が起きた場合は、龍神や鬼神に仕える「道の者」と呼ばれる宮司（グウジ）や巫女（ミコ）が間に立って仲裁する。「鬼道」や「龍道」と呼ばれる陰陽術のような術体系が存在するが、詳細は不明。
大小様々な国家が絶えず争う戦乱の世であるといわれている。
かつて荒ぶる鬼神がリィンバウムへ侵攻したこともある一方、悪魔王によって侵略の危機に立たされたリィンバウムに龍神や鬼神が救援の手を差し伸べたこともある。
「道の者」以外にも、この世界特有の戦闘術を習得した前述のシノビ、サムライなどと呼ばれる者も存在する。
鬼人・龍人
鬼神・龍神の血を引くシルターンの固有人種。身体能力・霊的能力の両面で人間（シルターン出身者）よりも優れており、妖術と呼ばれる術を使うこともある。
サムライ
シルターンの戦士階級に属する人間、およびそれに類する鬼人や龍人。刀を用いた精緻な剣術を操る剣士でその技術は総じて高い。
特に恐ろしいとされるのは「居合い」と呼ばれる剣技で、技量と気合によって対象を切断するのだが、熟達すると距離や硬度を問わずあらゆるものを断つと言われており、飛来する鋼の砲弾や巨大な城門を切断するサムライも存在する。
ニンジャ
シルターンの間諜・暗殺に長けた者たちの総称。シノビとも呼ばれる。サムライとは違い相手の虚をつく戦闘法を駆使する恐るべき戦士である。
剣術もさることながら、数々の忍術と呼ばれる不思議な術を用いることでも知られ、自身と同等の戦闘力を持った分身を呼び出す術や身代わりを使って相手の攻撃を回避する空蝉の術、障害物や高低差を無視した瞬間移動を行うサルトビの術などが知られる。
非情な暗殺者でもあり医学薬学にも精通している。優秀な間諜としても知られ、普段は一般市民として完全に溶け込んでいることが多い。
己が認めた主君の命令は絶対であり、いかなる非道も辞さない。また、ニンジャの裏切りは死を以って償われる。しかし、中にはその技術を私利私欲のために悪用する「外道」に堕ちたニンジャも存在する。

### 霊界・サプレス
幽霊、悪魔、天使などの霊的な存在が住まう世界。かつてリィンバウムに最大の危機をもたらした大悪魔メルギトスや、メルギトスを封印したとされる豊穣の天使アルミネもこの世界出身である。この世界の住人たちは実体を持たず、リィンバウムに召喚された時はマナによって自らの肉体を構成する。マナで構成された肉体は消耗が激しいため、長時間の実体化は難しいとされている。そのため彼らは昼間に休息をとり、魔力の満ちる月の出る夜間に活動する者がほとんどである。
魂の輝きを慈しみそれを育てていくことを至上の喜びとする天使と、怒りや悲しみなどの負の感情を好みそれを糧とする悪魔は敵対しており、はるか昔から争いが続く混沌とした世界でもある。加えて悪魔の中には他の世界への侵略を行う者が存在し、過去にリィンバウムとメイトルパに対して侵攻が行われた。「奇跡」や「魔法」と呼ばれる術体系があるが、詳細は不明。

### 幻獣界・メイトルパ
様々な幻獣や亜人たちが暮らす緑豊かな世界。亜人は同じ種族でまとまり、さらにいくつかの部族に分かれて基本的には相互不干渉の状態で暮らしている。かつてマナ枯らし（別名解魂病）という流行病によって亜人の先祖である人間は絶滅した。
労働力として召喚されることが多く、過酷な扱いに堪えかねて脱走した末にはぐれ召喚獣と化してしまう者も多い。
魔除けや邪悪な者を祓うことを得意とする「呪い（まじない）」という術がある（精霊信仰のようなもの）が、特定の部族の者以外は使えないようである。
亜人とは、かつて原初の人間がメイトルパの生き物と契りを結んで生まれた存在で、獣と人間双方の特徴を持った種族である。種族によって似ている生き物やどの程度それらに似た姿を持つかは大きく異なり、人間に獣の耳や尾、翼などが生えた程度の「人間寄り」の種族から、獣が二足歩行をし言葉を話しているだけのような「獣寄り」の種族までさまざま。「密林の呪い師」フバース、「草原の覇者」リオネル、「さまよう狩人」オルフル、「神秘なる眼」メトラル、「調停者」レビットの五つが最も古い歴史を持つ種族である。
かつて、サプレスの悪魔たちによって「魔獣侵食」が起こり、その際に多くの種族が滅亡するか、「魔獣」と化して悪魔の尖兵となってしまった。現在召喚される「魔獣」と呼ばれる存在は、彼らの末裔である。

### 名も無き世界
現在の研究では詳細が判明していない世界。
生物が召喚されることはまれであり、道具類や石像・石版・水晶等が召喚される。派閥の実験によって稀にリィンバウムの住人と変わらない人間が召喚されることもあるが、彼らも例外なく「召喚獣」扱いとされ、了見の狭い者から差別を受けることが多い。
この世界から来たと主張する者たちによるとニッポンやステイツなる地があるらしい。
リィンバウムの人間、またはリィンバウムを巡る4つの世界から召喚された者は基本的に一つの属性の召喚術しか扱えないが、この世界の出身、またはその血を受け継ぐ者は、全ての属性の召喚術を扱える特徴がある。

### 召喚術
召喚術（サモーニング）はリィンバウムで発達した特殊な魔法。元々は送還術（パージング）と呼ばれる、異世界からの侵略者を元の世界に追い返す技術であったが、これを逆利用することで異世界から使役対象を呼び出し、その力を行使させる技術となった。召喚術を用いる者は召喚師、使役対象は人間であっても無生物であっても召喚獣と呼ぶ。召喚術が発展していくうち、逆に送還術は必要最低限のものを除き廃れていった。なお、初期の召喚術は呼び出す対象の合意の上で行われ、現在使われている強制的な使役よりも高い力を発揮できたとされる。
召喚の基本原理は、サモナイト石と呼ばれる特殊な鉱石にマナを注ぎ込んで異世界との通路を開き、召喚対象の「真の名」を唱えて「誓約」によってリィンバウムに呼び出す、という2つの段階に分かれる。サモナイト石には5種類（黒・赤・紫・緑・無色）が存在し、黒がロレイラル、赤がシルターン、紫がサプレス、緑がメイトルパ、無色が名も無き世界の存在をそれぞれ召喚することができる。このサモナイト石は、世界の地下を流れるマグマに含まれるマナが長い時間をかけて結晶化したものである。そのため、特殊な技術を用いてマグマからマナを抽出し、人工的にサモナイト石を精製することも可能であるが、天然のものと比較して結晶が粗悪であるため、召喚に用いることはできないらしい。一度召喚に使われたサモナイト石には召喚された存在の真名または紋章のようなものが刻まれ、その存在をサモナイト石が破壊されるか召喚対象の死亡・消滅及び誓約の解除がなされない限り何度でも呼び出すことができる。
召喚術の術式には、召喚対象と意思疎通を可能にするためにリィンバウムの言語を会話可能にする魔法が組み込まれている。これは、あくまで使用する言語を魔法で変換しているに過ぎず、当然ながらリィンバウムの言語の読解はできない。異なる世界から召喚された者同士の意思疎通も可能にしている。
基本的に人型の生物が使う言語にのみ適用されるようで、人と姿が大きくかけ離れた雷精霊タケシーのような召喚対象は、サプレスの言語が話せてもリィンバウム言語での会話は不可能であった。
また、召喚術の基礎となった送還術も術の一部として組み込まれている。このため、召喚対象を送還できるのは原則として召喚した張本人のみとなっている。このため、召喚師が死亡すると召喚獣は元の世界に還れないという深刻な問題にも繋がっている。召喚対象が召喚師に隷属せざるを得ない最大の理由はここにある。
召喚師は家名によってその出身と実力を証明し、その強大な威力と相まってある種の特権階級でもある。召喚師の組織を「派閥」と呼び、代表的なものとして「蒼の派閥」「金の派閥」「無色の派閥」が挙げられる。その他、特定の派閥に属することなく、独自に召喚術を研究している召喚師の一族もいる（ノイラーム家、アフラーン家など）。
実は召喚術には大きな問題と危険性が存在している。召喚術はかつてエルゴの王が施した『異世界からのリィンバウム侵攻を防ぐ結界』を破壊する働きがあり、召喚術が使われるたびにその結界の穴は大きくなり、通常の手段では穴を塞ぐことはできない。その結果、最終的には召喚術の乱用によって結界が崩壊し、異世界からの侵略が再び起こることがほぼ確実となる。特に力のある悪魔の王であれば自力で世界を渡ることも可能であり、ある理由により異世界からの協力を得ることができなくなったリィンバウムの人間にはこれを防ぐ手段は存在しない。
逆にリィンバウムの人間が4つの異世界及び名もなき世界に行くには、無限界廊に行く必要があるが、至源の泉など限られた場所でしか無限界廊の門を開くことが出来ないため、自由に4つの世界を行き来することは事実上不可能である。
召喚師
召喚術を使う者のうち、特に召喚術について専門的に学んだ者のことである。そのほとんどがいずれかの派閥に所属している。それ以外の召喚師を外道召喚師とも言う。帝国では召喚師は軍属となる。
聖王国では蒼の派閥と金の派閥があり、一人前の召喚師ともなると貴族並の地位が与えられる。
召喚師としての教育・研究はほとんどが家伝のものであり、嫡子及び養子として「家名」を与えられるものが多いが、一部にはそれ以外の方法で「家名」を得たり派閥の幹部の地位を得た者を「成り上がり」と称して蔑む風潮もある。
誓約（エンゲージ）
誓約とは異世界の者の名を読み取り縛ることである。条件は「元の世界に戻すこと」であり、誓約の際に召喚師の力が及ばなかったり間違った名前を読んだりすると暴発し、二重誓約（ギャミング）や召喚師自身が呼び出した召喚獣によって殺されるなど悲惨なことにもなりうる。真の名は召喚師たちにより厳重に守られている。
誓約は一種の呪いでもあり、召喚主の意に反する行動を取ると召喚対象に激痛を与えるという極めて非人道的な能力が備わっている場合もある。また、無理にこれを召喚対象を含めた他者が解除しようとすると召喚対象そのものが消滅する危険性をも秘めている。
二重誓約（ギャミング）
召喚術の暴走により、誓約の力が弱まったはぐれ召喚獣に新たな誓約がかけられ呼び出してしまうこと。誓約がかけられているとはいえ、そのはぐれ召喚獣を元の世界に戻すことはできないようである。
護衛獣
召喚獣を送還せず、召喚師の身辺の警護をさせるもの。召喚師と召喚獣の信頼関係から成り立っていることが多い。
はぐれ召喚獣
召喚師のいない召喚獣をこう呼ぶ。その多くは戦闘中に呼び出されたが途中で召喚師が死んでしまった場合、呼び出されたはいいが召喚師を殺してしまった場合や逃げ出した場合などがある。
はぐれの末路はリィンバウムの中でヒトとして生活していく者（シルターンの人間など）、奴隷としてリィンバウムで生きていく者、モンスターと化し人々を襲う者などに分けられるが、いずれの場合もリスクが高いことに変わりはない。
憑依召喚・召喚呪詛
召喚した存在を人間あるいはその他に「憑依」させることによって、身体能力の向上または低下を引き起こす。また対象を傀儡とするものや、憑依した相手の身体構造を変化させるものも存在し、鬼を憑かせて理性を持たない狂戦士に変える悪鬼憑きや死体に低級悪魔を憑依させることで術者の操り人形とする屍人兵、病に蝕まれながら死ぬこともない苦痛を与える病魔を憑かせる病魔の呪いなどがある。共に対象に召喚した存在を取り憑かせる術で両者の区別は不明。本来は禁術とされる部分が非常に多く、使用するのは主に外道召喚師や無色の派閥の構成員。
蒼の派閥
真理の探求を目的とした学究的な組織で、経済的・政治的な活動を極力避けている。新人召喚師の育成も積極的に行っている。
召喚術に対する考え方の相違から、金の派閥とは折り合いが悪い。聖王国の王都ゼラムに本部がある。
聖王国の建国に大きく関与していることもあり、建前上積極的に関わってはいないが、水面下では密接な関係にあるといえる。
総帥はエクス・プリマス・ドラウニー。
総帥エクスを中心とした上層部や『2』の主人公たちは他の召喚士とも友好的な一方、その他大勢の構成員は排他的で、特に金の派閥への敵意は強い。有力家系はドラウニー家、バスク家、ロランジュ家など。
金の派閥
召喚術による利益追求を第一とする実利主義的な組織。蒼の派閥と異なり経済的・政治的な活動を積極的に行っている。
蒼の派閥とは対照的に、召喚術は家系ごとの秘伝とされている。そのため各家系で得意とする召喚術は異なっている（マーン家はサプレス、ウォーデン家はメイトルパといった具合）。
聖王都南西の港街ファナンに本部がある。
議長はファミィ・マーンであり、彼女はマーン家の家長も務めている。
召喚術を完全に「商品」として扱っているため、呼び出した召喚獣での環境改善や農林水産業の活性化（そのまま食料にするなど）、工業の動力や産業の労働力（そのまま奴隷のように酷使することも多々ある）、果ては軍事力や兵器として召喚獣（異世界の道具は人間も含まれる）を提供する死の商人としての側面も持ち、功罪合わせてのリィンバウム世界へ与える影響は絶大である。
営利団体として活動しているためか所属員は拝金主義的な考え方であることが多く、また政治にも関与するため、特権意識を強く持って他者に高圧的な者も多く、一般市民からの支持は薄い。数は少ないが誠実で公正な者も在籍している。
有力家系はマーン家、ウォーデン家。
無色の派閥
蒼の派閥、金の派閥いずれの派閥にも属さぬ、『召喚術師を頂点とした世界』を目指す原理主義的な召喚師の集団。前者二つの派閥のように、まとまった組織ではない。
目的は同一ではないが、召喚術による世界刷新や国家転覆など、過激な思想を持った者が多い。
その発祥は古く、「王国」時代におけるエルゴの王の側近である召喚師ゼノビスを始祖とし、重臣として活躍した召喚師たちが中心となって起こしたとも言われている。そのため古くからの召喚師の風習を今に伝えている。召喚術を門外不出の秘伝として代々受け継ぐ家系が多いこともそのひとつであり、現在では失伝してしまった太古の術や得体の知れない強力な術を駆使する者も多い（例えばクラストフ家のように送還術を正確に伝える一族もいる）。目的のためなら手段を選ばず、非人道的な術の使用も平然と行う。
召喚術を一部一般開放した帝国を特に敵対視しており、帝国成立以降度々激戦を繰り広げている。要人やその家族に対する召喚呪詛を用いたテロを行ったり、その活動は苛烈で陰湿である。
大幹部であるセルボルト家の一派は『世界を滅ぼし自分たちにとって必要なものだけを召喚した新しい世界』を目指し、その破壊のために数多くの活動や研究を行っていた。
有力家系はセルボルト家、クラストフ家、コープス家など。

### 騎士・軍人
騎士
聖王国・旧王国における軍務及び警備任務に就く人々の名称。
騎士の任命及び各騎士団への所属はその多くが家系によって決められているのが現状である。それゆえに己の出自を誇りに思うあまり尊大な態度をとる者も少なからず存在する。
前述の理由により、騎士の家系に生まれながらも才能または身体能力ゆえに騎士として認められなかったもの・何らかの理由で所属を解かれた者・能力がありながらも生まれが平民ゆえに騎士団に所属できなかった者などが生まれてしまう。彼らの中には破壊活動に身を落としてしまう者もいた。
現状の打開及びいざというときの抑止力として、元・聖王国トライドラ最後の生き残りでローウェン砦守備隊隊長シャムロック及び数名の同志を中心として「権力に縛られない自由の剣」を旗頭に「巡りの大樹（リィンバウム）自由騎士団」が結成され、その活動の域は広がりつつある。発足から数年足らずでありながら帝国の片田舎にまでその活躍や存在が伝えられるほどである。
この世界の騎士は標準的に重装甲の板金鎧と両手持ちの大剣で武装し戦う。そのための剣術が各地で研鑽されている。
特に名高いのは聖王国の盾と呼ばれたトライドラ騎士団の剣術で、長期に渡って旧王国のデグレアからの侵攻を防いできた実績と伝統を併せ持った精妙なもの。聖王家の王子を初めとしてトライドラ剣術を学べることは騎士や剣士にとってステータスとも言えた。
現在ではトライドラの領主イゴール以下全ての住人が鬼や屍人となったため、トライドラの剣術を伝えるものは数少なくなってしまった。
これに対していた旧王国側の騎士はやや異なった装備を用いている。基本的には大剣に重装鎧と変わらないが、騎士によっては長大な斧槍や両手持ちの大斧といった武装であることもある。
近年、騎士の中で特異な剣技を持つものが現れている。
サイジェント騎士団軍事顧問のラムダという人物が研鑽の末に鬼妖界シルターンのサムライが持つ『居合い』の術理を応用した強力な斬撃を完成させるに至った。
軍人
帝国軍における軍務及び警護任務に就く人々の名称。
騎士と違い求人の門戸は帝国内各都市の軍学校への入学という形で広く開かれているが、良家の子息になるほど上級仕官に就く可能性が高くなっている。
軍学校では戦闘技術・兵法・生存技術などのほかに召喚術も必修課程となっており、軍人ならば一般人よりも比較的高レベルの召喚がおこなえる。
陸軍・海軍などが存在するが、総兵員数・部隊規模・指揮系統などその全容は言及されていない。
とはいえ、小さな街道町にも駐在軍人を常駐させるなど、帝国各地で警察・治安維持活動を行っているのも軍人の業務となっている。
かつては女性軍人の数は極めて少数であったのだが、『4』の時代になると初の女性将軍であるアズリア・レヴィノスの活躍から徐々にその数を増やしつつある。
帝国軍人の武装は他の国とは大幅に趣を異にしている。
騎士達のような重装の鎧の着用よりも、機動性に勝れた軽鎧の着用が標準的で、陣羽織のようなデザインの衣装で一目で軍人とわかるようになっている。
武器は騎士達と違ってバリエーションに富んでおり、標準的な片手剣や槍といった取り回しの良い物のほかに、格闘戦用の武具、投げナイフといったもので武装している軍人もいる。召喚術を専門とする士官は杖である事もある。
状況や用途に応じて的確な装備で当たる柔軟性があるといえる。

### 海賊・盗賊・義賊及びそれに類する組織
海賊
海上及び港付近にて窃盗・強奪などを行う集団。また、それらとは異なり人跡未踏の海域や海上の遺跡などを探検する冒険家としての集団も海賊と呼ばれる。『2』『3』『4』に登場。
『2』に登場するジャキーニ一家は前者であり、『3』に登場するカイル一家は後者である。
作品世界にある3つの国家はどれも武装する大型船舶の民間所有を禁じており、例え略奪行為を行わない類の海賊であっても処罰の対象となっている。
盗賊
荒野及び街道などにおいて窃盗・強奪などを行う集団。はぐれ召喚師などが所属する場合もある。全編に登場。　
義賊
民衆の生活水準の向上などを大義名分として、非合法な活動を行う集団。支配階級層に対してテロ活動を行うものもある。『1』に登場。
「紅き手袋」
全容が謎に包まれた犯罪組織。窃盗・誘拐・強盗・暗殺など様々な非合法活動を多額の報酬と引き換えに請け負う。構成員の数や組織の重要メンバーの詳細は不明だが、どこかから連れて来た子供を幼いうちから「教育」し、相応の能力と組織への恭順を教え込んだ者たちが多数実働要員として組み込まれている。また組織において一人前と認められた者には二つ名が与えられ、任務時のコードネームとしても用いられる。名の由来は依頼を受ける組織の代理人がはめている暗殺対象者の返り血に染まったような真紅の手袋から。無色の派閥と協力関係にあるらしく、彼らの要請に応じて人員を貸し出すこともあるようだが、これも詳しいことは不明。
勿論非合法の犯罪組織であるのだが、実際に彼らを利用/依頼を行うのは有力者や貴族といった富裕層であることも忘れてはならない。

### 響界種（アロザイド）
異世界の者同士の間に生まれる子は一般的に「響界種（アロザイド）」と呼ばれている。響界種は親の持つ能力を受け継いでおり、それと同等かそれ以上の力を有している。ただし、その能力が覚醒するのは大人になってからであり、それまでは普通の子供と変わらない。これらには大きな危険も存在し、親の能力が余りに強力で、普通の人間と変わらぬ肉体を持つ響界種は己の魔力に肉体が耐えきれず破壊され死に至ることもある。親がどのような存在であるかによって「半魔」、「半精霊」などの名称がつく場合もある。

### リィンバウムに大きく関わる伝説の人物
誓約者（リンカー）
四界すべての召喚術に精通し、誓約による束縛ではなく信頼によって召喚獣を使役する「召喚師を越えた究極の召喚師」。通常の召喚術は誓約によって強制的に召喚獣を従わせることで成り立っているが、誓約者が使う召喚術は召喚獣と心を通わせることで彼らの助力を得るものである。初代誓約者は「エルゴの王」と呼ばれ、エルゴ（界の意志）から強大な恩恵を受けるようになった。彼はその力を駆使し、リィンバウムへ侵攻していた異界の住人の侵入を防ぐ結界を張り巡らせ平和をもたらした。
調律者（ロウラー）
「エルゴの王」出現以前に最強と謳われていた召喚師の家系、クレスメント家の尊称。その強大な魔力は「運命をも律する」と言われるほどで、召喚術、召喚獣に関するさまざまな研究を行っていたとされる。クレスメントの一族は離散し、その末裔たちの行方は定かではないとされる。
クレスメントはまだリィンバウムに結界が施されていなかった時代の召喚師であり、侵攻してくる悪魔たちと戦いを繰り広げていた。
悪魔の侵攻を知りえた最大の理由はクレスメント一族がサプレスの悪魔王メルギトスのリィンバウム侵略の助力としてリィンバウム側から召喚の門を開く見返りに、より強力な魔力と一族の安泰を契約したことがきっかけである。
与えられた強大な魔力を元にメルギトスの召喚が目前に迫ったところで、罪深さと恐ろしさに耐えられなくなったクレスメント一族は門を封鎖し、結果的に騙されたことに怒り狂ったメルギトスが復讐を誓い、自力で門を開く前にその対応に迫られていたのである。
メルギトス襲来の警告を数世代に渡って行い、多数の召喚師やシルターンの鬼神・龍神やサプレスの天使達といった協力者と連携しこれを迎撃する事に何とかこぎつけていたが、決定的な切り札が存在せず、戦局は不透明だった。
クレスメントは悪魔たちに対抗するため、亡命してきた融機人の一族・ライル一族の協力の元、召喚獣をロレイラルの技術で改造し、誓約とプログラムの二重の拘束で完全に自意識を失った召喚兵器「ゲイル」を生み出した。だがその代償に悪魔の侵攻を共に食い止めていた異界の住人の信頼を失い、彼らは自分の世界へと帰還してしまった。メルギトスとの決戦においてクレスメントは召喚兵器となった天使アルミネを暴走させ、軍勢ごとメルギトスを封印することに成功した。だがその力を恐れた召喚師たちはクレスメントの力とライル一族の知識を封じ（実際にはメルギトスとの戦いの最中に魔力と知識を『血識』として奪われて無力化されてしまったため召喚師たちが手を下したわけではない）、その事後処理を行った召喚師たちが蒼の派閥の起源となった（全ての罪をクレスメント一族とライル一族に背負わせて追放し侵略を防いだという功績は抹消し、自分たちの手柄とした上でのことである）。
適格者
「共界線（クリプス）」を人為的に制御することで世界の全てを支配し、界の意思（エルゴ）に成り代わろうとするための制御機構の中核をなす人物を「核識」と呼ぶ。その「核識」の力と意思の断片を封印した、サモナイト鉱石から鍛えて作成された二振りの魔剣「碧の賢帝（シャルトス）」、「紅の暴君（キルスレス）」に、「核識」となりうる魂の資質と強い意志により選ばれ所持者となった人間を適格者と呼ぶ。
魔剣本来の意思の強さでその力を増す性質に加えて、共界線（クリプス）から強大な力を引き出し、それを行使することが出来るが、その代償として封印された「核識」の意識が使用者の精神を蝕んでいくという弊害がある。
後に、碧の賢帝は破壊された後に「果てしなき蒼（ウィスタリアス）」へと生まれ変わり、封印された「核識」の意識に代わり使用者の意志の強さで力が増すようになった。また、「不滅の炎（フォイアルディア）」と呼ばれる同様の魔剣も登場している。物語終盤に主人公の手によって「紅の暴君」は半壊した。
適格者は遺跡から送られる強大な魔力によって心身を強化されており、四界の召喚術が行使できる魔力適性、高度な知識（現在では失伝した召喚術の秘儀など）、事実上不老に近い寿命、遺跡の全機能を制御する能力などを獲得しており、抜剣覚醒と呼ばれる状態になることでその全能力を発揮する。
抜剣者（セイバー）
「救い、切り開く者」の意。「果てしなき蒼」または「不滅の炎」の持ち主がこの名で呼ばれる。
伐剣者
「紅の暴君」の適格者の称号。物語の進行具合によっては「碧の賢帝」の適格者がこの称号で呼ばれることもあり得る。

### 伝説及び貴重なアイテム・存在
魔剣
「碧の賢帝（シャルトス）」、「紅の暴君（キルスレス）」、「果てしなき蒼（ウィスタリアス）」、「不滅の炎（フォイアルディア）」の四本が存在する、もしくは存在すると推察される一種の宝剣。小説版では魔剣の修復を行ったウィゼルの手によって創られた「紫紺の蛇刀（バルバーリア）」が登場している。
無色の派閥の始祖であるゼノビスの指示によって製造されたと言うこと以外はそのほとんどが謎に包まれている。かつては無色の派閥によって管理・封印されていたが、何者かによって持ち出されたらしい。
伝説のエルゴの王の所有した「至源の剣」の伝承を参考に製造された、高純度サモナイト石を加工した武器である。
本来は「封印の剣」と呼ばれたサモナイトソードであり、その目的は名の通り強力な力を持った存在を封印することである。この封印を行った対象の強大すぎる魔力と意識が剣の中に飽和してしまい、適格者と呼ばれる人物以外の手ではまともに扱えない代物になってしまっている。
同時に『碧の賢帝』『紅の暴君』は忘れられた島の遺跡の全機能を制御することも出来る。
サモナイトソードが本来持つ特質も備えており、持ち主の精神力や魔力によってその強度や切れ味を天井知らずで増強することが出来る。しかし、その反面所有者の精神状態が不安定な時は「なまくら刀にも劣る」性能しか出せず容易く破壊される危険性もある。
『碧の賢帝』『紅の暴君』はその内部に封印された忘れられた島の遺跡の意思・魔力と一体化したことによって人知を越えた威力を得るに至っているが、遺跡の魔力や意識と同調できる人間（＝適格者）以外にはその力を引き出せなくなってしまっている。
しかも、遺跡の意思の正体とは憎しみと悲しみ、苦痛や怨念といった負の感情、それらをもたらすこの世の全てへの否定・破壊・支配衝動そのものであり、魔剣の力を引き出せば引き出すほどそれらに取り込まれてしまい、最終的には一体化してしまう。
『果てしなき蒼』は戦闘によって破壊された『碧の賢帝』を修復した剣で「神剣の匠」として伝説的に名高いウィゼル・カリバーンが鍛造したもの。
『碧の賢帝』とは違い純粋に所有者の魔力・精神力を核にその能力を振るえる様になっており、遺跡の意志に介在されず『碧の賢帝』の全ての能力を引き出すことが出来る。遺跡から引き出した魔力に所有者の力を上乗せするためか元となった魔剣より強力である。『不滅の炎』は幻獣界に伝えられる聖なる炎の名が由来になっており、半壊した「紅の暴君」から新たに生まれた魔剣。外見は「紅き暴君」と大まかな形は同一であるが、細かい部分に差異がある。
サモナイトソード
サモナイト石を鍛えて製造された一種の宝剣。上記の魔剣と重複する部分も多いが詳細不明。
『1』に登場する剣はウィゼルの作品。破壊された碧の賢帝を修復する際にその構造を見極めたといわれるので、この剣は魔剣の複製品である可能性が高い。
所有者にこれといった資格はなく、持ち主の身体能力や魔力を増強する能力を備えているが、その構造のベースとなった『碧の賢帝』と比べると大幅に性能は下である。
サモナイトソードには所有者の魔力や精神力を刃に伝道させ、その切れ味や刀身の強度を増強させる能力がある。元々は非力な召喚師であっても絶大な物理攻撃力を与えるために作られていた剣であるがその製法は失伝して久しい。
至源の剣（しげんのつるぎ）
小説版に登場する聖王家の人間が代々継承する宝剣。魔剣と同じくサモナイト石で出来た刀身を持つ。
至竜
高い知性と魔力を兼ね備え、「竜」へと「至」った存在。厳しい苦難や特別な儀式を経て、魂を磨き、高い生命力と魔力を獲得した者は、元の種族（人間、天使など）を問わず、自然にこの至竜へとその姿を変えるという。リィンバウムやその異世界に伝わる伝説や物語に登場する竜の多くは、この至竜であると考えられている。一説によると、エルゴは具現化した際に「魂殻（シェル）」と呼ばれる仮の肉体を得るが、その力を最も強く引き出せるのが「竜」の姿であるといわれる。
亜竜
「竜」に「至る」途中の段階を指す。龍人の一族も「亜竜」とされる。シルターンでは至竜と区別するために「竜」と「龍」という字を用いている。至竜には及ばないものの非常に優れた能力を持ち、それぞれの世界においても特別な存在としてその地位を確立している種族が多い。
堕竜
至竜に成りうる資質を持つにもかかわらず、魂の力が弱かったり儀式に失敗したりしたことで、至竜に成り損なったもの。世界に害悪をもたらす危険な存在とされている。
ゲイル
機界ロレイラルの技術によって肉体を改造され、機械兵器となった召喚獣。かつてリィンバウムで最も強大な勢力を持っていた召喚師の一族が、ロレイラルから亡命してきたと言われる者たちから彼らの保護と引き換えにその技術を手に入れたことで、多くの召喚獣が一族によってゲイルに改造されたという。召喚兵器とも呼ばれる。
召喚獣鉄道
メイトルパの召喚獣に客車を繋引させる形の移動手段。金の派閥の出資によって建設が進められているが、開通には至っていない（『4』の時点）。
融機強化兵（ゆうききょうかへい）
「4」で登場。ゲイル計画を参考にして発足して行われていた強化兵計画。素体となる人間の肉体をロレイラルの技術によって機械化し、さらに4つの世界の研究から得られた技術を投入することで、戦闘能力を強化、帝国の戦力として育成するのが目的。帝国の強化兵実験施設で研究が行われていた。当時の施設長はゲック。研究は秘密裏に行われていたが、ある時何者かによって襲撃を受けたことでそれ以降は実験は滞っているらしい。その事故によって2名が生き残っている。
精霊
天使の系譜にも悪魔の系譜にも連ならない霊的存在の総称。
無限界廊
世界の狭間にあるという特別な空間。リィンバウムを巡る4つの世界でさまざまな戦いを試練として受けることが出来る。
4つの世界に属した魔力が集う場所でしか無限界廊に入るための門を召喚出来ない。
悪魔王
霊界サプレスに存在する悪魔達の中で特に力の強い存在を指す。魔王とも言う。
個体によって力の差が大きく、悪魔王達の中でも明確に強弱の差があるというが、リィンバウムの存在にとってはどれも危険極まりないことに違いはない。
一般の悪魔とは桁外れに強大であり、悪魔王の中には自力で異世界への門を開いて他の世界を侵略しようとする者が確認され、メイトルパやリィンバウムのように悪魔に匹敵するような強大な存在がいない世界に度々侵攻している。
最大の特徴は『源罪（カスラ）』というものを操ることが出来ることにある。これは視覚的には「黒い風」のように見えるが悪意の魔力そのものであり、これに触れた生物・無生物を問わず侵食し他者に害を及ぼすようになる。
浸食を受けたものは暗い欲望や憎悪を増幅させ、不和を呼び、争いを起こし、さらに多くの憎悪と飽くことのない欲望の連鎖を周囲に巻き起こすことになる。こうして起きた暗い感情や流された血はそのまま悪魔達の糧となり、その存在をより強大なものへと変貌させていく。
この『源罪』が一度巻き起こればリィンバウムの中であっても事実上、悪魔は不滅の存在として永続できるのである。
かつて平和な楽園であったリィンバウムが今日のように争いが絶えない世界になったのはこれによるものだといわれている。また、傀儡戦争の終盤において悪魔王メルギトスが源罪を放出したことが記録されており、多方面に甚大な被害を引き起こしている。
千眼の竜
『5』にて語られ、『6』にて片腕だけ登場した伝説の竜。その力はエルゴに匹敵し、狂界戦争を終結させた伝説の存在として語られている。
冥土
『5』にて登場する狂界戦争の犠牲者や界の狭間の人々の魂が堕落して凝り固まった存在。あらゆる種族を取り込み同族化させようとしており、冥土に完全に汚染された存在から攻撃を受けたり、倒した際に飛び散る破片を浴びると汚染された存在と同じようになってしまう。

### 狂界戦争
『4』の数年後に帝国を乗っ取り救世皇帝を名乗り始めたレイがリィンバウム全土に宣戦布告した事で勃発した大戦争で、この戦争によりリィンバウム、ロレイラル、シルターン、サプレス、メイトルパ、名も無き世界を滅亡寸前にまで追い込まれたが、千眼の竜の出現によって終結する。その結果、人々はエルゴの庇護を離れる事を決意し、リィンバウム、ロレイラル、シルターン、サプレス、メイトルパの結界は取り払われると同時に「響融化（アストレイズ）」が発生して一つの世界「新生リィンバウム」となった。それによってサモナイト石は消滅し、従来の召喚である「服従召喚」は使えなくなり、響命召喚術や盟友召喚による響友（クロス）となった。戦争終結後は名も無き世界との関係は完全に途絶えたが、ナギミヤ市は戦争末期に市そのものがリィンバウムに転移し、市民は全員リィンバウムの住民として迎えられた。

### 界の狭間
『サモンナイトエクステーゼ 夜明けの翼』の舞台。「夢と現の界層」とも呼ばれる。「輪廻転生の輪」からこぼれてしまった、さまざまな世界の住人の魂が行き着く死後の世界であり、住人たちの前世の記憶から形作られている。試練を乗り越え生まれ変わるに相応しいと認められた魂は、前世やこの世界での記憶を失った上でリィンバウムへと転生することができるが、住民の多くは自分が死者であることを自覚できないまま日々を過ごして世界の一部として埋没していき、そこから魂が堕落した人々は冥土と化する。

### クラアルディーナ
『サモンナイト ツインエイジ 〜精霊たちの共鳴〜』の舞台。人間と亜人「カウスクザフ」、そして精霊が共存する世界。リィンバウムとの関係は不明。

### ルーンハイム
『サモンナイトX 〜Tears Crown〜』の舞台。天界宮と呼ばれる巨大な世界の中にある世界の一つで、天界宮を泳ぐ竜ハインラインの体から落ちた、色の違う3枚の鱗より誕生したファーライト、クラヴィス、アクリーンの三女神によって創造された世界。リィンバウムとの関係は不明。

### ジュエルノーツ
『サモンナイトグランテーゼ 滅びの剣と約束の騎士』の舞台。人間（ヒュムナス族）をはじめとする様々な種族が共存する世界。かつては「一つの大地」と呼ばれる大陸だったが、その覇権をめぐる争いにより大地は荒廃、さらに「災いの剣」によって大地は分断された。そのバラバラになった大地ごとに「領」が設けられ、それぞれの種族が領を勢力としている。リィンバウムとの関係は不明。

### 繭世界（フィルージャ）
『サモンナイト6 失われた境界たち』の舞台。ラージュ、アム、イスト以外の人間は存在しない世界。世界の所々に「絶糸壁」と呼ばれる正体不明の糸でできた壁で何か所か区切られている。定期的に空から色んなものが落ちてきており、理由は不明だがあらゆる時間軸や世界線からリィンバウムの人々が呼び寄せられてしまう事態となる。
影法師（ズィルゥ）
繭世界に落ちてきたものの中で「記憶の残滓」と呼ばれるものが実体化した存在。自我は存在せず、手当たり次第に暴れる。自然発生したものの他に、何者かに操られたリィンバウムの人々から発生するものも存在する。

### 各国都市及び辺境の地

#### 聖王国
聖王都ゼラム
聖王国の中心城都。蒼の派閥の総本部・聖王城・パルシェ湖などがあり、ファナンからの貿易物はほとんどこの街に入ってくる。
街には庶民が手を出せないような高値なものを取り揃えたり、普通のものを扱ったりする店が所狭しと並んでいて慎重に店を選ばないととんでもないことになる（サイジェント産のキルカの織物も出回っている）。
召喚鉄道もあるが開発途中で資金面や環境面で問題が出ているらしく、開発再開の目処はないらしい。
警備には騎士団が執り行っている。
交易都市ファナン　
ゼラムの南西に位置する港町。白い砂浜や帝国からの貿易、漁業などが一般の収入源。
金の派閥の本部、モーリン邸などがこの街にある。
もともとは小さな漁村だったが、金の派閥により召喚獣による浄水機関や、大型の船舶が停泊できる港などの設備が整えられ、近年のうちに貿易の拠点として開発されつつあるようだ。
海に面していることにより海賊や荒くれ者が多い。
紡績都市サイジェント
聖王国の西の果てに位置する都市。キルカ虫の糸で作られる衣服はとても高価であり、聖王都の市場にも出回っている。都市の規模はゼラムやファナンに比べると小さいが、前述したキルカの織物が特産品となっており、町の近くを流れるアルク川により生活用水にも困らず、都市としての基準も満たされている。都市の政治および警備は騎士団と金の派閥のマーン三兄弟が取り仕切っている。
一時期、マーン三兄弟の政策によって苦しい生活を強いられ、革命組織「アキュート」によるものをはじめとする暴動も何度か起こった。
無色の派閥の乱の舞台にもなり、その際は一時城が占拠されるような事態にもなっており、この事件を機に政治方針を変更、市民議会を設立した。これにより、現在では大陸一自由な町となっている。
傀儡戦争では、騎士団が悪魔の軍勢を相手にし、これを退けている。
三砦都市トライドラ
聖王国と帝国・旧王国の国境付近に位置する城塞都市。三砦都市の名前の由来は、スルゼン砦、ローウェン砦、ギエン砦の三つの拠点からなっている。「聖王国の盾」の異名を持つ防衛の要。
傀儡戦争の黒幕である悪魔達の手によって領主と住民達は皆鬼と屍人に変えられ、ローウェン砦守備隊長一人を残し、滅びてしまった。
レルムの村
聖王都の北に位置する森の中にある小さな村。癒しの奇跡を使う聖女がいるという噂があり、外からはその奇跡を頼りに来る外来者が後を絶たない。しかし、旧王国の崖城都市デグレアの特務部隊「黒の旅団」によって自警団員二人と聖女、その祖父を除き村人は皆殺しにされてしまった。
傀儡戦争終結後は金の派閥議長の意向によってはぐれ召喚獣を保護し、移住させる村として復興作業が進められている。

#### 帝国
帝都ウルゴーラ
帝国の首都。元老院・皇宮・国内最大の軍学校などが存在する。ウルゴーラの軍学校は有力者の子弟の社交場となっているようであるが、その裏で密かに諜報員の養成が行われているといった噂もある。
宿場町トレイユ
帝国のはずれに位置する宿場町。主に山越えを行う旅行者の利用が多い。
大道都市タラント
トレイユの山向こうにある都市。キャラバンなど、大人数での旅行者の利用が多い。
丘段都市ファルチカ
未だ明確にはなっていないが、軍学校が存在し、帝国軍陸戦隊に所属する軍人の本拠地。
工船都市パスティス
未だ明確にはなっていないが、軍学校が存在し、帝国軍海戦隊に所属する軍人の本拠地。
学究都市ベルゼン
帝国によって管理・運営される軍の研究所が置かれている都市。帝国内の優秀な頭脳の持ち主が集められ、召喚術およびそれらの研究知識を応用しての新技術の開発が行われている。内部情勢はほとんどが極秘とされており、危険かつ非人道的な研究が行われているという噂もある。かつてある研究所が何者かに襲撃され、局長を含むほとんどの研究者が行方不明になる事件が発生した。軍学校が存在する。
シルターン自治区
召喚術を産業利用している帝国において、シルターンから呼び寄せられそのまま帝国に居付いてしまうことになった召喚獣（人間も含める）の居留区域。リィンバウムの人間も暮らしており、内部はシルターンの文化風俗が再現されている。

#### 旧王国
崖城都市デグレア
旧王国最大の軍事都市で「黒の旅団」の本拠地。鷹翼将軍レディウス、獅子将軍アグラバインはこの街の出身であり、彼らの名は聖王国にも広く知られている。
傀儡戦争の黒幕である悪魔達の手によって元老院から住民にいたる全ての人間達は鬼と屍人に変えられ、後に特務部隊「黒の旅団」も全て鬼と屍人になってしまい、生存者は「黒の旅団」総指揮官と特務隊長の二人の他、後に僅かながら異変に気付き難を逃れていた市民もいた。
この都市は傀儡戦争勃発の十年以上前からすでに元老院が悪魔達に操られており、この真実に気付いた鷹翼将軍レディウスは単身悪魔達に戦いを挑み、命を落としたらしい。
『2』の物語終了時に都市国家として完全に瓦解してしまったこの都市は、聖王国のトライドラに併合される形で再建が進められている。
鋼壁都市バラム
旧王国の都市の一つ。独自の騎士団を擁していた。

#### 忘れられた島
かつて無色の派閥による実験場だった、地図にも載っていない島。
各世界の集落が存在し擬似的な召喚世界の様相を呈しているが、エルゴとなる存在があるのかどうかは不明。
島のはずれにはかつて無色の派閥の研究所だった遺跡及び墓地が存在し、無色の亡霊たちが闊歩している。
島には遺跡の魔力によって結界が張られており、外界からの侵入者及び内側からの脱走がほぼ不可能な状態である。

#### ラウスブルグ
古い言葉で「呼吸する城」を意味する集落。別名「天空城」「隠れ里」。
遥か昔、霊界・サプレスの悪魔がその豊富なマナを求めて幻獣界メイトルパに侵攻した、「魔獣侵食」と呼ばれる大異変が勃発し、住人の多くが故郷を守るべく戦い、あるいは敗れて獣人や魔獣へと成り果てて行った。その中で、戦いを嫌った「古き妖精」と呼ばれる種族と強大な魔力を持った「至竜」が一部の住人たちを連れてメイトルパを脱出するため、「ラウスの命樹」と呼ばれるメイトルパにのみ自生する大樹を加工し造り出したのが、ラウスブルグである。
その後、ラウスブルグはリィンバウムへとたどり着くが、異界の住人である彼らはその中に受け入れられず、「舵取り」の役目を担っていた古き妖精たちは各地へ散り散りになってしまった。その結果、ラウスブルグはメイトルパへ戻ることも出来ぬまま、現在もリィンバウムの空を漂い続けている（別次元に姿を隠すことは可能なため、人々にその存在を気づかれることはない）。
前述のとおり、ラウスブルグは「隠れ里」としての役割以外にも、界の間を超えて他の界への移動を可能とする「船」としての力も持っている。この力を悪用することによって他の界への侵略行為も可能になり、これはエルゴの王が現れる以前の混沌の再来をもたらす重大な危険性を秘めていることを意味する。そのため、現在は「御使い」と呼ばれる界の区別を超えて選ばれた存在が、ラウスブルグの主である至竜の身辺を警護している。